# Galway (village, New York)
Pour les articles homonymes, voir Galway (homonymie).
Galway est un village du comté de Saratoga, dans l'État de New York, aux États-Unis,. En 2010, il comptait une population de 200 habitants.

## Démographie
Lors du recensement de 2010, le village comptait une population de 200 habitants, tandis qu'en 2019, elle est estimée à 191 habitants.